# منطقه ویژه اقتصادی

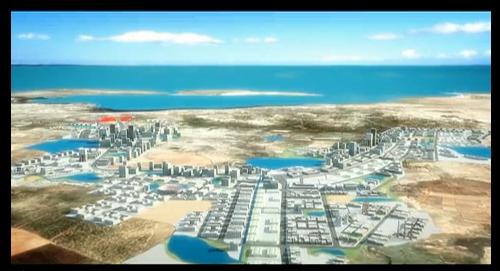
منطقه ویژه اقتصادی

منطقه ویژه اقتصادی منطقه ای است که در آن قوانین کسب و کار و تجارت با سایر نقاط کشور متفاوت است. مناطق ویژه اقتصادی در داخل مرزهای کشور واقع شده اند و هدف آنها شامل افزایش تراز تجاری، اشتغال، افزایش سرمایه گذاری، ایجاد شغل و مدیریت مؤثر است. به منظور تشویق برپایی کسب و کارها در منطقه اقتصادی، سیاست های مالی تعریف می شود. این سیاست ها معمولاً شامل سرمایه گذاری، مالیات، تجارت، سهمیه بندی، مقررات کاری و گمرکی است. علاوه بر این، شرکت ها ممکن است تعطیلات مالیاتی را ارائه دهند، که در صورت تاسیس در یک منطقه، آنها دوره ای از مالیات پایین را می دهند. 
ایجاد مناطق ویژه اقتصادی توسط کشور میزبان ممکن است با انگیزه جذب سرمایه گذاری مستقیم خارجی (FDI) باشد. مزایایی که یک شرکت با قرارگرفتن در یک منطقه ویژه اقتصادی به دست می آورد، به این معناست که می تواند کالاها را با هدف رقابت در سطح جهانی با قیمت پایین تر تولید و تجارت کند. در برخی از کشورها، این مناطق به دلیل داشتن شرایطی نه چندان بهتر از اردوگاه های کارگری با کارگرانی که حقوق بنیادین کار را انکار کرده اند، مورد انتقاد قرار گرفته اند.

## تعریف
تعریف منطقه ویژه اقتصادی به صورت جداگانه توسط هر کشور تعیین می شود. طبق گزارش بانک جهانی در سال 2008، منطقه ویژه اقتصادی در روزهای اخیر به طور معمول شامل یک «منطقه جغرافیایی محدود؛ معمولاً محافظت (محصور) شده از لحاظ فیزیکی؛ دارای مدیریت واحد؛ مشول مزایایی بر اساس مکان فیزیکی داخل منطقه؛ منطقه گمرکی مجزا (مزایای بدون عوارض گمرکی) و روشهای ساده» است.

## انواع
- مناطق آزاد تجاری (FTZ)
- مناطق صادراتی (EPZ)
- مناطق آزاد / مناطق آزاد اقتصادی (FZ / FEZ)
- پارک های صنعتی / املاک صنعتی (IE)
- پورت های رایگان
- پارک های تدارکات گمرکی (BLP)
- مناطق سازمانی شهری